# Washburn (Texas)
Washburn es un lugar designado por el censo ubicado en el condado de Armstrong en el estado estadounidense de Texas. En el Censo de 2020 tenía una población de 116 habitantes y una densidad poblacional de 46,59 habitantes por km². Fue incluido como CDP en el censo de 2020.

## Geografía
Washburn se encuentra ubicado en las coordenadas 35°10′9″N 101°34′12″O / 35.16917, -101.57000.Según la Oficina del Censo de los Estados Unidos,  tiene una superficie total de 2,49km², todos correspondientes a tierra firme.